# پارنتالیا
پارنتالیا (انگلیسی: Parentalia) در روم باستان یک جشنواره نه روزه بود که به افتخار اجداد خانواده برگزار شد و از ۱۳ فوریه آغاز می‌شد. اگرچه پارنتالیا در تقویم مذهبی رومی یا گاه‌شماری رومی تعطیل بود، اما مراسم آن عمدتاً خانگی و خانوادگی بود.